# Leo Karrer
Leo Karrer (* 10. April 1937 in Röschenz; † 8. Januar 2021 in Bern) war ein katholischer Theologe und Professor für Pastoraltheologie der Universität Freiburg (Schweiz). Karrer galt in Europa als der Nestor der Laientheologen.

## Leben
Leo Karrer besuchte das Gymnasium Marienburg in Rheineck SG und studierte Philosophie, Theologie und Psychologie in Wien, Chicago, München und Münster (Westfalen). 1967 wurde er bei Michael Schmaus in München promoviert, 1976 habilitierte er sich bei Adolf Exeler.
Karrer betätigte sich als Lehrer und als Assistent von Karl Rahner in Münster sowie als Gemeindeassistent und Mentor für die im Bistum Münster studierenden Laientheologen. Er war Referent für Pastoralassistenten im Bistum Münster sowie Bischöflicher Personalassistent im Bistum Basel.
Von 1982 bis 2008 war er Professor für Pastoraltheologie an der schweizerischen Universität Freiburg im Üechtland. Von 1993 bis 2001 hatte er den Vorsitz der Internationalen Konferenz der Pastoraltheologen und -theologinnen inne. 2001 wurde er zum Vorsitzenden der Europäischen Gesellschaft für Katholische Theologie gewählt. Diesen Posten hatte er inne, bis ihn im September 2004 der belgische Fundamentaltheologe Lieven Boeve ablöste. 2009 wurde er mit dem Herbert-Haag-Preis ausgezeichnet.
Karrer war verheiratet und hatte zwei erwachsene Kinder. Er starb im Januar 2021 im Alter von 83 Jahren an Herzversagen.

## Werke (Auswahl)

### Publikationen in Buchform
- Laientheologen in pastoralen Berufen; Grünewald Mainz, 1974, ISBN 3-7867-0477-5
- Hermann Boventer, Leo Karrer, Gerhard Gruber, Josef Bommer u. a. (Hrsg.): Laientheologen im pastoralen Dienst – Standortbestimmung und Trends. (= Bensberger Protokolle Nr. 17), Thomas-Morus-Akademie, Bensberg 1976.
- Der Glaube in Kurzformeln: zur theol. u. sprachtheoret. Problematik u. zur religionspädag. Verwendung d. Kurzformeln d. Glaubens ; Grünewald Mainz, 1982, ISBN 3-7867-0671-9
- Aufbruch der Christen: Das Ende der klerikalen Kirche; Kösel München, 1989, ISBN 3-466-25131-1
- Gottes fremde Sprache: Das Kreuz mit dem Leid; Herder Freiburg, 1990, ISBN 3-419-50938-3
- Wir sind wirklich das Volk Gottes! Auf dem Weg zu einer geschwisterlichen Kirche; Paulus Freiburg, 1994, ISBN 3-7228-0337-3
- Tage der Entscheidung: Predigten für Palmsonntag bis Ostern; Paulus Freiburg, 1995, ISBN 3-7228-0361-6
- Der grosse Atem des Lebens: Wie wir heute beten können; Herder Freiburg, 1996, ISBN 3-451-22772-X
- Die Stunde der Laien: Von der Würde eines namenlosen Standes; Herder Freiburg, 1999, ISBN 3-451-27093-5.
- Gewaltige Opfer: Filmgespräche mit René Girard und Lars von Trier; KIM Köln, 2000, ISBN 3-934311-07-5
- Traumwelten: Der filmische Blick nach innen; Charles Martig Hg., Schüren Marburg, 2003, ISBN 3-89472-341-6
- Eros und Religion: Erkundungen aus dem Reich der Sinne; Charles Martig Hg., Schüren Marburg, 2007, ISBN 3-89472-480-3
- Weil es um den Menschen geht: die Wunden der Kirche und ihre Heilung; Paulus Freiburg, 2009, ISBN 978-3-7228-0771-3
- Nebenbei bemerkt: was Christen durch Kopf und Herz geht; Paulus, Freiburg i. Ü. 2010, ISBN 978-3-7228-0793-5
- Glaube, der das Leben liebt. Christsein als Mut zu wahrer Menschlichkeit; Verlag Herder, Freiburg, 2014, ISBN 978-3-451-33382-8
- Glaube, der reift. Spiritualität im Alter, Verlag Herder, Freiburg 2017, ISBN 978-3-451-37617-7

### Zeitschriftenartikel
- Spiritualität und Gottesbilder im Alter, in: Lebendiges Zeugnis, Jahrgang 71, 2017, Heft 4.